# Escudo de Rota

Escudo de Rota.

El escudo de Rota posee a la siguiente descripción heráldica: 
- De azur, el castillo de oro, mazonado de sable y aclarado de gules, sobre ondas de azur y plata. Bordura de oro cargada de un rosario de sable. Al timbre, corona ducal.

El castillo y las ondas representan el Castillo de Luna y el mar que baña la ciudad respectivamente. El 2 de noviembre de 1959, el Ayuntamiento acordó añadir un rosario a este escudo para simbolizar la antigua devoción a la Virgen del Rosario, patrona de la ciudad, y nombrada Alcaldesa Honoraria de Rota en 1951. Armas creadas por José Antonio Delgado Orellana. Aprobadas por el Ayuntamiento, pleno de 10 de abril de 1969, y por acuerdo del Consejo de Ministros.
- Datos: Q5838245